# Wilson förväljarlåda

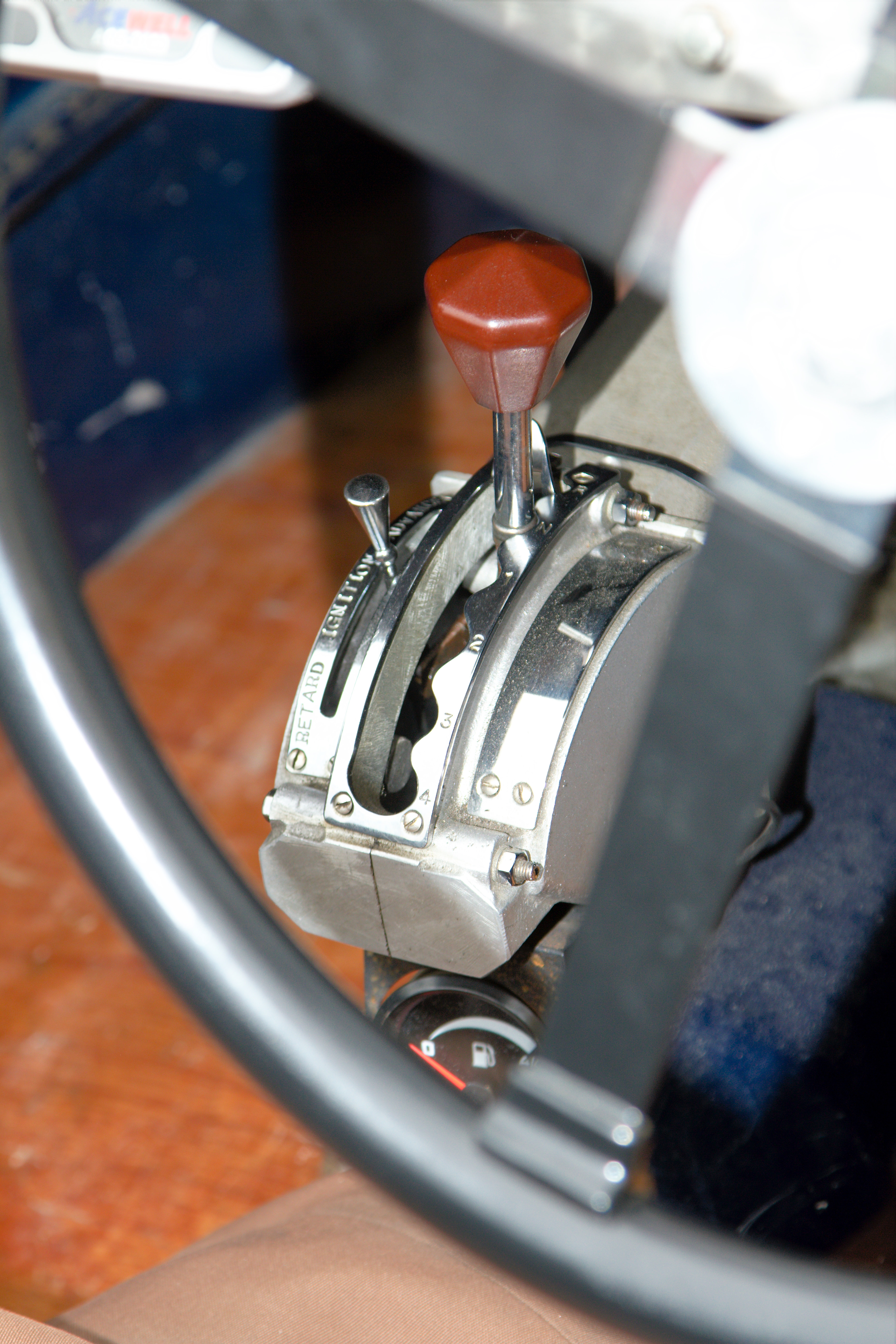
Växelväljare i en MG L-Type Magna.

Wilson förväljarlåda är en växellåda för bilar som patenterades av britten Walter Gordon Wilson 1928.
Den presenterades som ett alternativ till synkroniserade växellådor, vilka inte hunnit slå igenom ännu vid den här tiden. Wilson hade varit med och konstruerat de första stridsvagnarna under första världskriget och hans växellåda byggde vidare på transmissionen i dessa. Wilson-lådan är uppbyggd med planetväxlar, likt planetväxellådan i T-Forden. Genom att bromsa olika hjul i planetväxeln med bromsband får man olika utväxlingar. Växellådan hade två planetväxlar, vilket gav fyra växlar. Vissa biltillverkare använde sig av treväxlade varianter. Denna typ av växellåda användes även i vissa Ford Traktorer under namnet Select-O-Speed samt i vissa svenska rälsbussar under namnet Wilsonväxel. Varianter på Wilsons patent byggdes på licens  i Frankrike för Talbot-Lago.
Föraren väljer växel ”i förväg” via ett reglage på rattstången. Själva växlingen genomförs först när föraren trampar ner ”växlingspedalen”, som ersätter den konventionella kopplingspedalen. Anledningen till den här manövern är att förväljarlådan manövreras mekaniskt utan hjälp av el eller hydraulik. Kraften som krävs för växlingsmanövern skapas när pedalen trampas ner.
Wilson förväljarlåda användes främst i brittiska bilar, som Armstrong Siddeley, Daimler och MG, men även franska Talbot-Lago. Den var komplicerad och därmed dyr att tillverka och eftersom man växlade utan frikoppling, krävdes ett visst mått av vana och skicklighet för att växla smidigt och ryckfritt. Daimler löste det senare problemet genom att addera en hydraulisk koppling mellan motor och växellåda. Wilson-lådan försvann ganska snabbt från personbilarna när helautomatiska växellådor blev vanligare på femtiotalet, men kom att börja användas i bussar och lastbilar istället. Bland annat Volvo och Scania erbjöd sina kunder Wilson förväljarlådor.
Principen för förväljarlådan används än i dag för att driva moderna stridsvagnar.